# 塔勒德镇
塔勒德镇，是中华人民共和国新疆维吾尔自治区伊犁哈萨克自治州新源县下辖的一个乡镇级行政单位。

## 行政区划
塔勒德镇下辖以下地区：
阿克其村、依尔肯德村、塔勒德村、切格尔布拉克村、玉什托别村、木斯村、加尔吾特克勒村、恰普河村、喀拉托别村、萨尔喀木斯村和喀尔哈勒村。